# Lucius Aurelius Orestes (consul en -103)
Pour les articles homonymes, voir Aurelius Orestes.
Lucius Aurelius Orestes est un homme politique de la République romaine, consul pour l'an 103 av. J.-C., année de son décès.

## Famille
Il est membre de la famille plébéienne des Aurelii, dont les membres les plus récents à avoir atteint le consulat sont Lucius Aurelius Orestes en 126 et Lucius Aurelius Orestes en 157 av. J.-C. Ce sont très probablement son père et son grand-père, d'autant qu'il est fils et petit-fils de Lucius. Le consul de 126 a un frère prénommé Caius que Cicéron déclare bon orateur.
Cnaeus Aufidius Orestes, le consul de 71 av. J.-C., est peut-être son fils ou un neveu, adopté par Cnaeus Aufidius, un historien romain.

## Biographie
Il est préteur au plus tard en l'an 106 selon les dispositions de la lex Villia,.
En 103, il est élu consul avec Caius Marius. Il meurt pendant son consulat avant les élections pour l'année suivante,.